# Jacques Clément

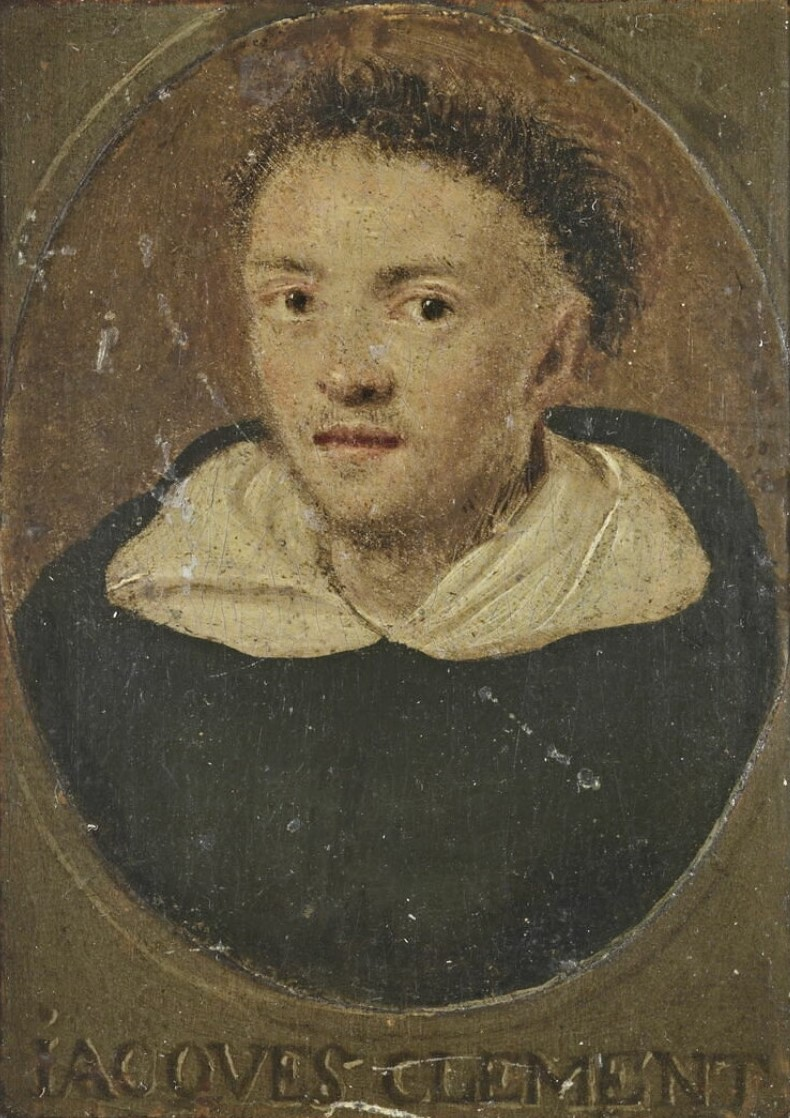
Jacques Clément (Porträt, 16. Jh.)

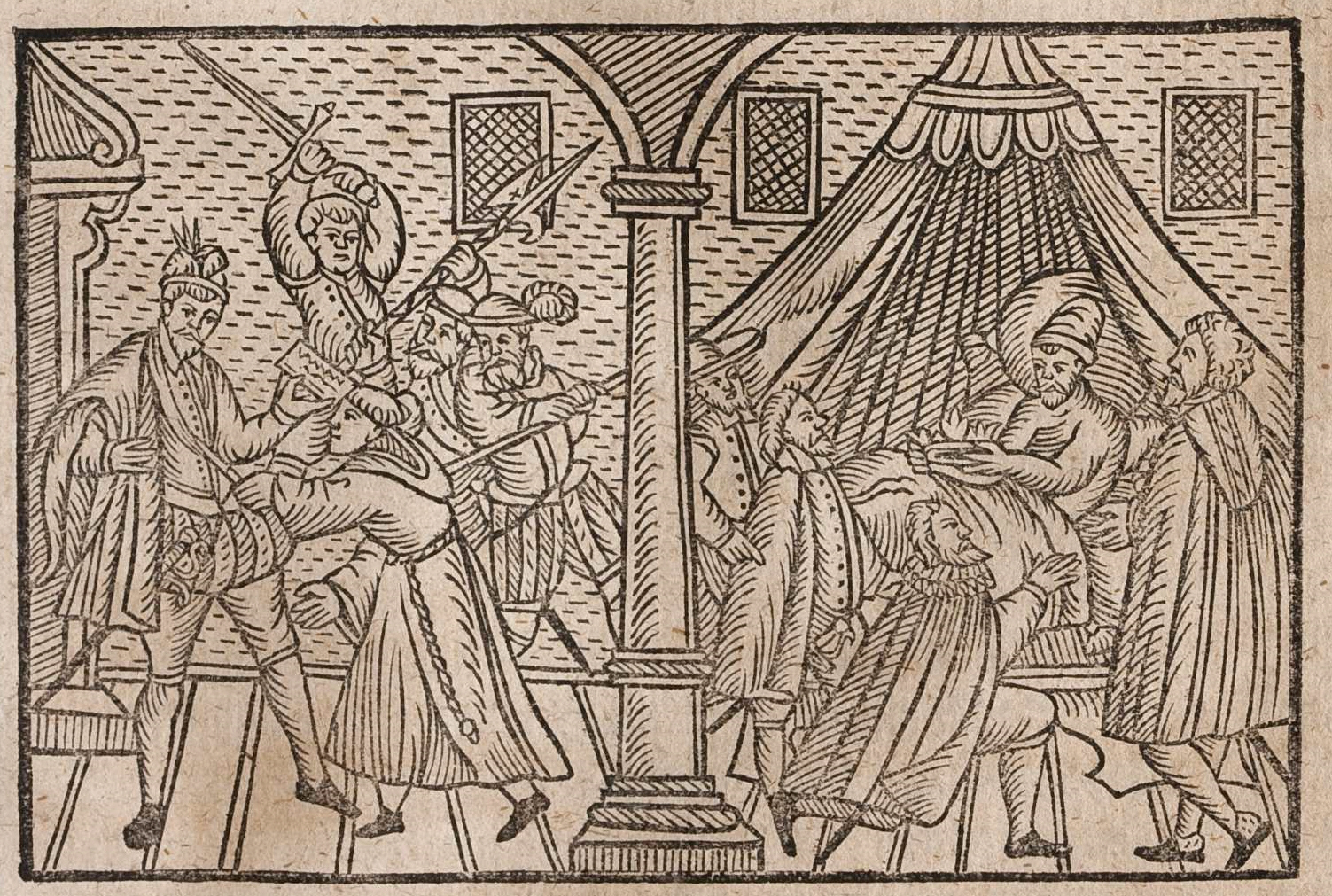
Darstellung der Ermordung Heinrich III. in einer deutschen Publikation von 1589

Jacques Clément (* 1567 in Serbonnes; † 1. August 1589 in Saint-Cloud) war ein Dominikaner, der den französischen König Heinrich III. erstach.
Clément war Mitglied in der katholischen Liga, die ihm bei seinem Plan, Heinrich III. zu töten, half. Am 31. Juli 1589 verließ er Paris und reiste mit Briefen für den König nach Saint-Cloud, dem Hauptquartier des Königs.
Als Heinrich III. die Briefe las, die Clément ihm überreicht hatte, stach Clément mit einem Messer auf den König ein. Die herbeistürmenden Wachen töteten Clément auf der Stelle. Heinrich III. starb am nächsten Tag an den Verletzungen. Der Leichnam Cléments wurde in Paris auf der Place de Grève (heute Place de l’Hôtel-de-Ville) gevierteilt und verbrannt.